# Комитет по промишлеността и техническия прогрес
Комитетът по промишлеността и техническия прогрес е държавна институция в България, съществувала за кратко през 1959 година. Образуван е при закриването на Министерството на строежите и строителните материали, Министерството на тежката промишленост, Министерството на хранителната промишленост и Министерството на леката промишленост. Има ранг на министерство и задачата му е да управлява добивната и преработващата промишленост, които по това време са почти изцяло национализирани. Девет месеца след създаването си е разделен на Комитет по промишлеността, оглавен от Атанас Димитров и Комитет по техническия прогрес начело със Стоян Караджов.. През септември 1962 г. Комитетът по технически прогрес е преименуван на Държавен комитет за наука и технически прогрес.
През цялото му съществуване председател на Комитета по промишлеността и техническия прогрес е Тано Цолов.